# Gerdt Wikstrand
Gerdt Albert Magnus Wikstrand, född 30 november 1938, död 9 mars 2020, var en svensk jurist som var lagman i Kristianstads tingsrätt från 1992 till 1999.
Wikstrand utnämndes den 18 juni 1975 till rådman i Stenungsunds tingsrätt och den 23 augusti 1984 utnämndes han till rådman i Landskrona tingsrätt. Han utnämndes 10 december 1987 till hovrättsråd i hovrätten över Skåne och Blekinge. Han utnämndes den 7 november 1991 till lagman i Kristianstads tingsrätt och den 4 februari 1999 till chefsrådman i Göteborgs tingsrätt.